# Liste des stations du SkyTrain de Vancouver
Ci-après la liste des stations du SkyTrain de Vancouver, métro léger automatique à Vancouver au Canada.
| Expo Line (bleue) | Millennium Line (jaune) | Canada Line (turquoise) |
| --- | --- | --- |
| - Waterfront - Burrard - Granville - Stadium—Chinatown - Main Street—Science World - Commercial—Broadway - Nanaimo - 29th Avenue - Joyce—Collingwood - Patterson - Metrotown - Royal Oak - Edmonds - 22nd Street - New Westminster - Columbia Branche vers King George - Scott Road - Gateway - Surrey Central - King George Branche vers Production Way—University - Sapperton - Braid - Lougheed Town Centre - Production Way—University | - VCC—Clark - Commercial—Broadway - Renfrew - Rupert - Gilmore - Brentwood Town Centre - Holdom - Sperling/Burnaby Lake - Lake City Way - Production Way—University - Lougheed Town Centre | Branche propre à la ligne - Waterfront - Vancouver City Centre - Yaletown—Roundhouse - Olympic Village - Broadway—City Hall - King Edward - Oakridge—41st Avenue - Langara—49th Avenue - Marine Drive - Bridgeport Branche vers YVR—Airport - Templeton - Sea Island Centre - YVR—Airport Branche vers Richmond—Brighouse - Aberdeen - Lansdowne - Richmond-Brighouse |
| - Waterfront - Burrard - Granville - Stadium—Chinatown - Main Street—Science World - Commercial—Broadway - Nanaimo - 29th Avenue - Joyce—Collingwood - Patterson - Metrotown - Royal Oak - Edmonds - 22nd Street - New Westminster - Columbia Branche vers King George - Scott Road - Gateway - Surrey Central - King George Branche vers Production Way—University - Sapperton - Braid - Lougheed Town Centre - Production Way—University | Evergreen Extension | Branche propre à la ligne - Waterfront - Vancouver City Centre - Yaletown—Roundhouse - Olympic Village - Broadway—City Hall - King Edward - Oakridge—41st Avenue - Langara—49th Avenue - Marine Drive - Bridgeport Branche vers YVR—Airport - Templeton - Sea Island Centre - YVR—Airport Branche vers Richmond—Brighouse - Aberdeen - Lansdowne - Richmond-Brighouse |
| - Waterfront - Burrard - Granville - Stadium—Chinatown - Main Street—Science World - Commercial—Broadway - Nanaimo - 29th Avenue - Joyce—Collingwood - Patterson - Metrotown - Royal Oak - Edmonds - 22nd Street - New Westminster - Columbia Branche vers King George - Scott Road - Gateway - Surrey Central - King George Branche vers Production Way—University - Sapperton - Braid - Lougheed Town Centre - Production Way—University | - Burquitlam - Moody Centre - Inlet Centre - Coquitlam Central - Lincoln - Lafarge Lake—Douglas                                                                                            | Branche propre à la ligne - Waterfront - Vancouver City Centre - Yaletown—Roundhouse - Olympic Village - Broadway—City Hall - King Edward - Oakridge—41st Avenue - Langara—49th Avenue - Marine Drive - Bridgeport Branche vers YVR—Airport - Templeton - Sea Island Centre - YVR—Airport Branche vers Richmond—Brighouse - Aberdeen - Lansdowne - Richmond-Brighouse |